# 西ドイツ国鉄202型ディーゼル機関車
西ドイツ国鉄202型ディーゼル機関車（にしドイツこくてつ202がたディーゼルきかんしゃ）はかつて西ドイツ国鉄が試用した、電気式ディーゼル機関車(DEL)である。
ヘンシェル（機械装置）・シーメンス（電装品）の2社の共同開発で1962年に試作された、2,000hp級ディーゼルエンジン搭載のDE2000を西ドイツ国鉄籍に編入した202 001と、ヘンシェル（機械装置）・BBC（電装品）の2社が共同で1970年から開発を始め、1971年と1973年に合計3両が試作された、三相交流誘導電動機と2,500hp級ディーゼルエンジンを搭載するDE2500を西ドイツ国鉄籍に編入した202 002 - 004の2グループ4両よりなる。
本項では202 003を改造して製作され、ICE開発に貴重なデータを提供した高速試験車UM-ANについても記述する。

## DE2000
1960年代初頭の時点では、西ドイツ国鉄は非電化区間向けのディーゼル機関車として、自重を軽くできて廉価に造れる、液体式変速機を搭載した液体式ディーゼル機関車(DHL)を主力としており、1953年には本線用としてメキドロ社製変速機と1,100hp級ディーゼルエンジンを2基搭載した軸配置B-BのV200.0型（後の220型）を開発、量産開始した。もっとも、このV200.0型は本線用旅客機としては若干非力で、1962年には改良型として1,350hp級エンジンを2基搭載するV200.1型(後の221型）が開発され、V200.0型に代わって量産されるようになっていた。
しかし、これら2形式は最高速度140km/hでの運転に適合した減速比、つまり旅客列車用のみに適合する変速機を搭載しており、最高速度80km/hで運転される貨物列車牽引には不適であった。また、2エンジン搭載で製作コストや保守、それに軸重などで不利な点があった。
そのため、貨物列車牽引と旅客列車牽引で異なる減速比に変速機の内部減速比切り替えで対応し、1エンジンで2,000hpの出力を得られ、しかもV200型よりも1ランク軽量、という厳しい条件を満たした貨客両用の汎用機が計画された。
この計画では、1956年から1962年まで試作を繰り返した末にV160型（後の216型）として液体式変速機を搭載した車両が完成、量産化されたが、この試作が行われていた時期に、大手電機メーカーであるシーメンス社がDELを開発し、西ドイツ国鉄向けディーゼル機関車市場へ参入することを計画していた。
長期的な研究の末、機関車メーカーとして著名なヘンシェル社をパートナーとして完成した、軸配置B-Bで箱形車体を備えるそのDELは、メインの発電用エンジンが2,000hp級のマイバッハMD870であったことからDE2000と命名され、1962年のハノーバー・トレードフェアに出展されてデビューを飾った。
製番はヘンシェル社としてのものがNo.29862、シーメンス社としてのものがNo.6226である。
この機関車は伝統的なDELであり、一時的に西ドイツ国鉄籍に編入され、V160型やV200型などとの性能比較試験が実施されたものの、DHLを将来の非電化区間の主力として開発・運用する方針を固めていた西ドイツ国鉄に受け入れられず、制式採用には至らなかった。
1968年にコンピューター管理の導入に伴い西ドイツ国鉄の車両全般で実施された形式称号改正では202 001-4という形式番号を付与されたが、1969年には西ドイツ国鉄からメーカーへ返却され、1970年5月にヴェストファーレン州立鉄道へ売却された。
同鉄道ではDE 0902と付番され、石灰石輸送の貨物列車牽引に用いられたが、1973年には機器の延命のためにエンジン出力を1割落として1,800hpとしている。
もっとも、1977年には電装品に深刻な故障が発生、1978年に廃車されている。
なお、シーメンス社はこの機関車の開発で得られた成果を輸出向けDELへ応用、ギリシア国鉄やローデシア国鉄へ納入することに成功している。

## DE2500

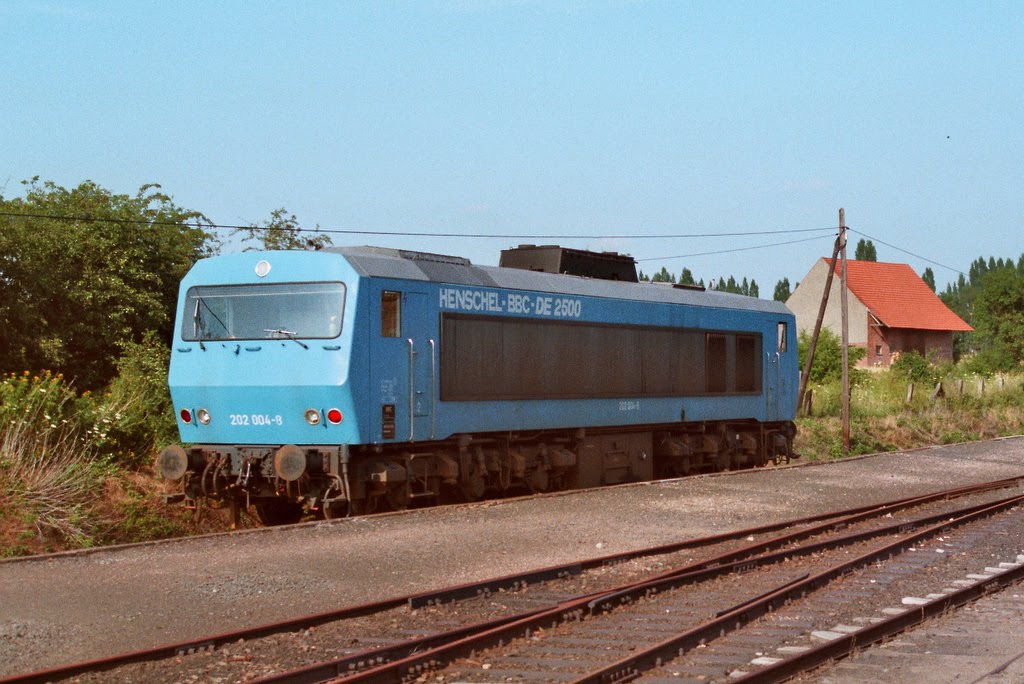
DE2500

1960年代後半、半導体技術の進歩をはじめとする技術革新によって、従来は一般的な鉄道車両への応用が困難と考えられていた三相交流誘導電動機を、車両の主電動機として使用するための制御技術の目処が立ちつつあった。
そこで、BBC社はこの新しい技術を試験するためのテストベッドとして、ヘンシェル社と協同で新しいDELを試作、試験することとし、まず1971年に軸配置C-C（202 002-2：6動軸）と軸配置B-B（202 003-0：4動軸）で仕様を違えて、エンジンもそれぞれ異なる機種を搭載した2両を試作、1973年に202 002-2と同じ仕様の軸配置C-Cとして1両(202 004-8)を追加製作した。
なお、1971年製の2両はDELとして史上初の三相交流誘導電動機搭載車である。

### 車体
両端の妻面を「く」の字に折り曲げ、緩やかな曲面を描く上部に巨大な1枚窓を設けた、溶接組み立てによる箱形鋼製車体を備える。
全体にスクエアな印象のエクステリアデザインを備え、側面は運転台部分に小窓がある以外は、乗務員扉を含めて窓が無く、扉間には巨大な冷却パネルと通風口が一体に見えるデザインで設置されている。
前照灯は上部中央に1灯、下部左右に振り分けて各1灯、合計3灯が設置されており、標識灯は下部前照灯の左右外側に1灯ずつ2灯設置されている。
塗装はそれぞれ202 002-2が白、202 003-0が赤橙色、202 004-8が青を基調とする単色塗装となっており、側面機器室上部に「HENSCHEL-BBC-DE2500」と記入されている。

### 主要機器

#### エンジン
202 002-2はMTU社製のMA12V956TB、202-003-0と202-004-8はヘンシェル社製の12V 2423Aaをそれぞれ各1基ずつ搭載する。
いずれもV形12気筒のディーゼルエンジンで、MA12V956TBは同時期に量産がスタートしていた、西ドイツ国鉄を代表する汎用DHLであるV160型の系列では最後の新形式となったV164型（後の218型）に搭載されたものと同系の機種である。

#### 台車
最大軸重を引き下げて入線可能線区を拡大した3軸ボギー台車と、通常の2軸ボギー台車が試作され、比較試験が実施された。

### 運用
完成後はマンハイムの機関区へ配置され、1970年代を通じて西ドイツ国鉄線上で各種試験が実施された。
この過程では、パンタグラフその他の受電用機器を搭載した制御車が追加製作され、これを連結して発電セットを停止、電気機関車相当として運用する試験も実施されている。
いずれも試験のみを実施し本形式そのものは実用化には至っていないが、それらの試験の結果を受けて1976年には三相交流誘導電動機を主電動機とする120型電気機関車の試作車(120.0型)が試作され、やがて120.1型として量産が開始されている。
なお、これら3両の内1両がオランダ国鉄へ貸し出され、塗装をオランダ国鉄標準の黄色に塗り替え、直流1,500V用のパンタグラフを搭載して1600P型として試験が実施された。だが、量産車となるべき1600型はフランス国鉄BB7200形電気機関車を基本とした派生モデルに決定されたため、本形式の技術はオランダへ輸出されずに終わっている。

## 高速試験車UM-AN

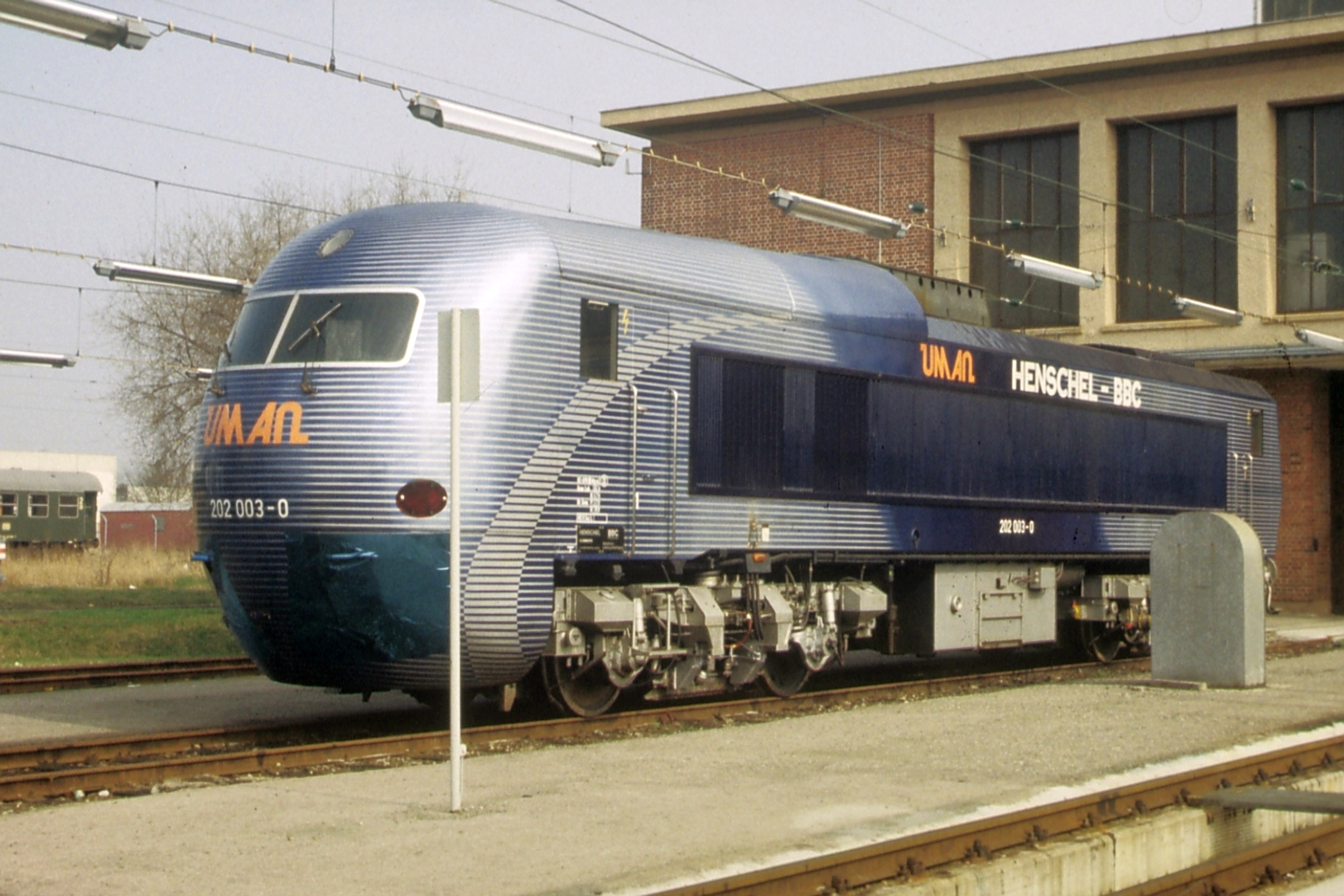
高速試験車UM-AN（202 003-0改造）

各種試験の終了後、しばらく保管されていた202 002 - 004の3両であったが、1980年代に入り高速新線(NBS)と呼ばれる、日本の新幹線の影響を多分に受けた高規格高速鉄道網の整備計画が具体化し、そのNBSを高速で走行可能な列車の研究開発が強く求められるようになった。このため、NBS用新型車のデータ収集用として、遊休状態となっていた本形式3両の内、202 003-0が高速試験車として改造されることとなった。
駆動装置の特徴からUMkopplebare ANtriebsnassem(リバーシブルドライブユニット)、略してUM-ANと命名されたこの車両は、一方の妻面を丸い鉄仮面のような流線型へ改造し、屋根肩部などに空力カバーを設置、エンジンは若干出力を増大させて2,750psとし、その名の通り後述する全く新しい駆動システムを取り入れた。
そのため、DELであることには変わりはないが、最高速度250km/hでの運転を企図して設計された、新型2軸ボギー台車を装着する。
後に住友金属工業が開発したモノリンク台車と同様に、1本リンクで軸箱を案内し、軸箱をウィングばねで支持する特徴的な構造のこの台車は、二段減速式駆動系の中空軸構造の2段目軸にブレーキディスクを内蔵、高速域では油圧シリンダーによってこの駆動装置を持ち上げるように作用させることで、高速域でのばね下質量の軽減に役立てている。
一方、この台車には巨大なレールブレーキが搭載されている。
本車はエンジン出力の不足から単独での最高速度到達が不可能で、後押し用に西ドイツ国鉄103型電気機関車を連結した状態で試験運用に充当され、後のICEのための様々なデータが収集された。

## 保存
試験終了後、元DE2500である3両はUM-ANとなった202 003-0を含め全車保存されており、現存する。